# Мухаммад Ніаз-Дін
Мухаммад Ніаз-Дін (англ. Muhammad Niaz-Din; нар. 10 червня 1940) — пакистанський борець вільного стилю, бронзовий призер чемпіонату світу, чемпіон Ігор Співдружності, учасник Олімпійських ігор.

## Спортивні результати на міжнародних змаганнях

### Виступи на Олімпіадах
| Змагання                    | Збірна   | Вагова категорія          | Місце                     |
| --------------------------- | -------- | ------------------------- | ------------------------- |
| Літні Олімпійські ігри 1964 | Пакистан | вільна боротьба, до 52 кг | вибув у четвертому раунді |

На Літніх Олімпійських іграх 1964 року в Токіо боровся у категорії до 52 кілограмів (найлегша вага). Вибуття з турніру відбувалося в міру накопичення штрафних балів. За чисту перемогу штрафні бали не нараховувалися, за перемогу за очками за будь-якого співвідношення голосів нараховувався 1 штрафний бал, будь-яка поразка за очками каралася 3 штрафними балами, чиста поразка — 4 штрафними балами. У сутичці могла бути зафіксована нічия, тоді кожному з борців нараховувалися 2 штрафні бали. Якщо борець набирав 6 чи більше штрафних балів, він вибував із турніру.
Титул оспорювали 22 особи. Мухаммад Ніаз-Дін здобув дві перемоги за очками, зазнав однієї поразки за очками і одну сутичку звів унічию. Таким чиом, набравщи сім штрафних балів, вибув з турніру після четвертого раунду.
| Виступ на Олімпійських іграх 1964 року | Виступ на Олімпійських іграх 1964 року | Виступ на Олімпійських іграх 1964 року |
| Раунд                                  | Суперник                               | Результат                              |
| -------------------------------------- | -------------------------------------- | -------------------------------------- |
| 1                                      | Алі Акбар Гейдарі · Іран               | Нічия 2 штрафних бали                  |
| 2                                      | Атанасіос Зафейропулос · Греція        | Перемога за очками 1 штрафний бал      |
| 3                                      | Стойко Малов · Болгарія                | Перемога за очками 1 штрафний бал      |
| 4                                      | Чан Чхан Сон · Південна Корея          | Поразка за очками 3 штрафних бали      |

### Виступи на Чемпіонатах світу
| Змагання                        | Збірна   | Вагова категорія          | Місце  |
| ------------------------------- | -------- | ------------------------- | ------ |
| Чемпіонат світу з боротьби 1959 | Пакистан | вільна боротьба, до 52 кг | Бронза |

### Виступи на Іграх Співдружності
| Змагання                | Збірна   | Вагова категорія          | Місце  |
| ----------------------- | -------- | ------------------------- | ------ |
| Ігри Співдружності 1962 | Пакистан | вільна боротьба, до 52 кг | Золото |